# Sérgio Semedo
Sérgio Manuel Monteiro Semedo (ur. 23 lutego 1988 w Lizbonie) – kabowerdeński piłkarz grający na pozycji środkowego pomocnika. Od 2015 jest piłkarzem klubu CD Feirense.

## Kariera piłkarska
Swoją karierę piłkarską Semedo rozpoczął w 1996 roku w klubie CAC Pontinha. Następnie trenował w juniorach Estreli Amadora. W 2007 roku został zawodnikiem klubu SU 1º de Dezembro, w którym grał w Terceira Divisão. W sezonie 2008/2009 był piłkarzem CF Benfica, a w 2009 trafił do CD Pinhalnovense, gdzie spędził dwa lata.
W 2011 roku Semedo przeszedł do drugoligowego Portimonense SC. Swój debiut w nim zaliczył 21 sierpnia 2011 w przegranym 0:2 wyjazdowym meczu z Moreirense FC. W Portimonense grał przez rok.
W 2012 roku Semedo został zawodnikiem pierwszoligowego CS Marítimo. Zadebiutował w nim 18 sierpnia 2012 w wygranym 1:0 wyjazdowym spotkaniu z Rio Ave FC.
W 2013 roku Semedo został na rok wypożyczony do Portimonense SC. W 2014 roku wypożyczono go do SC Olhanense, w którym swój debiut zanotował 9 sierpnia 2014 w zwycięskim 2:0 domowym meczu z Leixões SC. W Olhanense spędził rok.
W trakcie sezonu 2014/2015 Semedo został wypożyczony do Gil Vicente FC. Zadebiutował w nim 8 lutego 2015 w wygranym 2:1 wyjazdowym meczu z Marítimo. W Gil Vicente grał do końca sezonu.
Latem 2015 Semedo odszedł do drugoligowego CD Feirense. Zadebiutował w nim 8 sierpnia 2015 w zremisowanym 0:0 wyjazdowym meczu z rezerwami Sportingu.
| Sezon   | Klub              | Kraj       | Rozgrywki        | Mecze | Gole |
| ------- | ----------------- | ---------- | ---------------- | ----- | ---- |
| 2007/08 | SU 1º de Dezembro | Portugalia | Terceira Divisão | ?     | ?    |
| 2008/09 | CF Benfica        | Portugalia | Terceira Divisão | 26    | 4    |
| 2009/10 | CD Pinhalnovense  | Portugalia | Segunda Divisão  | 21    | 1    |
| 2010/11 | CD Pinhalnovense  | Portugalia | Segunda Divisão  | 30    | 2    |
| 2011/12 | Portimonense SC   | Portugalia | Segunda Liga     | 27    | 2    |
| 2012/13 | CS Marítimo       | Portugalia | Primeira Liga    | 10    | 0    |
| 2013/14 | Portimonense SC   | Portugalia | Segunda Liga     | 11    | 0    |
| 2014/15 | SC Olhanense      | Portugalia | Segunda Liga     | 20    | 5    |
| 2014/15 | Gil Vicente FC    | Portugalia | Primeira Liga    | 14    | 0    |
| 2015/16 | CD Feirense       | Portugalia | Segunda Liga     |       |      |

## Kariera reprezentacyjna
W reprezentacji Republiki Zielonego Przylądka Semedo zadebiutował 19 listopada 2014 roku w przegranym 0:1 meczu eliminacjach do MŚ 2014 z Zambią. W 2015 roku został powołany do kadry na Puchar Narodów Afryki 2015. Był na nim rezerwowym i nie rozegrał żadnego meczu.